# Chile en los Juegos Paralímpicos de Vancouver 2010
La participación de Chile en los Juegos Paralímpicos de Vancouver 2010 fue la tercera actuación olímpica de ese país en las competencias de invierno. La delegación chilena estuvo compuesta de dos deportistas, ambos hombres, que compitieron en un deporte.
El abanderado de Chile en la ceremonia de apertura fue el esquiador alpino Tomás del Villar.
El equipo paralímpico chileno no obtuvo ninguna medalla.

## Esquí alpino
| Atleta           | Evento                  | Final         | Final         |
| Atleta           | Evento                  | Lugar         | Tiempo        |
| ---------------- | ----------------------- | ------------- | ------------- |
| Jorge Migueles   | Eslalon permanente      | 38-º          | 3:34.98       |
| Jorge Migueles   | Eslalon permanente      | Descalificado | Descalificado |
| Tomás del Villar | Eslalon gigante sentado | dnf           | dnf           |
| Tomás del Villar | Eslalon sentado         | 34.º          | 4:06.25       |

| Predecesor: Chile en los Juegos Paralímpicos de Turín 2006 | Chile en los Juegos Paralímpicos Vancouver 2010 | Sucesor: Chile en los Juegos Paralímpicos de Sochi 2014 |

- Datos: Q2963618